# 吉木誉絵
吉木 誉絵（よしき のりえ、1986年〈昭和61年〉8月6日 - ）は、日本の著作家、“古事記アーティスト“。
J-POPアーティストとしては、コノハナノサクヤビメから採った佐久弥 レイ（さくや レイ）名義を用いている。

## 概略
高校時代、アメリカ・ノースダコタ州に留学。
テンプル大学ジャパンキャンパス卒業、慶應義塾大学大学院法学研究科公法学憲法専攻修士課程修了。神職資格の直階を有している。
子供時代から子役として活動しており、2000年に映画『NAGISA』に出演した。
2014年5月11日放送のたかじんのそこまで言って委員会で、竹田恒泰の弟子であると紹介され自認している。
2016年5月から2018年3月まで海上自衛隊幹部学校客員研究員。

## 著作
- 『日本は本当に「和の国」か』PHP研究所、2019年7月

## 出演

### テレビ
- たかじんのそこまで言って委員会→そこまで言って委員会NP（2014年5月11日・2014年8月10日・2014年11月2日、2015年2月1日、2015年11月8日、読売テレビ）
- 朝まで生テレビ!（テレビ朝日）
  - 激論！ド〜する?!ド〜なる?!日中関係（2014年6月27日）
  - 激論！“慰安婦問題”とメディアの責任（2014年9月26日）
  - 激論！女性論客大集合　“女性が輝く社会”とは？！（2016年2月5日）
  - 激論！“憲法改正”是か？非か？（2016年2月26日）
  - 激論! 女性が変える？！ニッポン（2016年4月29日）
  - 激論！憲法改正と安倍政権（2017年5月27日）
- みんなの疑問 ニュースなぜ太郎（2014年11月1日、テレビ朝日）
- ビートたけしのTVタックル（2014年11月3日、2016年4月10日,24日、他多数 テレビ朝日）
- まいど!ジャーニィ〜（2014年12月21日、BSフジ）
- 全力!脱力タイムズ（2015年5月15日、フジテレビ）
- みのもんたのよるバズ!（2016年4月23日 - 、AbemaTV）
- 真相深入り!虎ノ門ニュース（ 2016年11月8日、2017年4月11日、DHCシアター）
- お願い!ランキング（2016年9月23日、テレビ朝日）
- ニュース女子（2016年9月23日、DHCシアター）
- 好きか嫌いか言う時間（2017年2月20日、TBS）
- サンデージャポン（2017年2月26日、2017年4月23日、TBS）
- 橋下×羽鳥の番組（2017年3月6日、テレビ朝日）

### ラジオ
- ニホンのナカミ（2014年8月3日 - ？（降板年月不明）、FM-FUJI） 毎週日曜日 8:30〜8:58

### インターネット
- Presents! -DMMオンラインサロン（2017年9月13日 - 、FRESH! by CyberAgent）[8] アシスタント

### 映画
- NAGISA（2000年、フィルム・シティ） - 杉田典子（なぎさの幼なじみ）役

## 論文
- なぜジャパン・エキスポで古事記なのか（2013年）